# Auto-Battler
Ein Auto-Battler (auch Auto Chess) ist ein Subgenre des rundenbasierten Strategiespiels und ein Konzept, das das Schachspiel mit einem Multiplayer-Online-Battle-Arena-Spiel vereint. Die Bezeichnung Auto bezieht sich dabei auf das automatische Kämpfen von platzierten Einheiten.

## Spielprinzip und Merkmale
Auto-Battler werden auf einem Spielfeld mit meist acht mal acht Feldern gespielt und die Spielfiguren (auch Helden oder Champions genannt) rundenbasiert platziert und zufällig zur Auswahl an die Spieler vergeben bzw. müssen von diesen erworben werden. Nachdem die Spielfiguren platziert worden sind, kämpfen sie automatisch gegen das gegnerische Team. Dabei spielen meist auch die Klassen, Kombo-Effekte und Werte der Spielfiguren und Items eine wichtige Rolle. Daher stellt auch das Aufleveln und Verstärken von Einheiten einen wichtigen Spielaspekt dar.
Die Spiele werden meist unter dem Free-to-play- und Games-as-a-service-Modell vertrieben. Zwischen den einzelnen Kämpfen können die Spieler auch gegen Computergegner antreten, die nützliche Items für einen besseren Angriff oder eine bessere Verteidigung fallen lassen. Meist treten acht Spieler mit ihren Figuren nacheinander gegeneinander an.
Je nach Spiel kann dabei entweder mehr die Strategie und Taktik oder das Glück im Vordergrund stehen. Ebenfalls kann die Länge eines Spiels und der Grad der Vorbereitung von Standard-Team bis hin zu einem Sammeln von Charakteren für ein Custom-Team stark variieren.

## Geschichte und Unterschiede
Eines der ersten Auto-Chess-Spiele war die Pokemon Defense-Mod für das Computerspiel Warcraft 3, welche es bereits im Jahr 2010 gab und sich an dem Tower-Defense-Konzept orientierte. Auch in dem Spiel Totally Accurate Battle Simulator finden sich bereits erste Elemente wieder. Das Spiel Pflanzen gegen Zombies aus dem Jahr 2009 erhielt ebenfalls bereits Elemente eines Auto-Battlers.
Das erste in den Medien genannte Auto Chess, welches auch den Namen des Genres beeinflusste, wurde unter dem Namen Dota Auto Chess als Mod für das Computerspiel Dota 2 von Drodo Studios entwickelt und erstmals am 4. Januar 2019 auf Steam veröffentlicht. Das Spiel spielt sich im Vergleich zu den Nachfolgern langsamer und Items werden weitgehend zufällig verteilt, bietet aber dennoch mehr taktische Tiefe.
Da der Mod bis Mai 2019 bereits über 8 Millionen Mal heruntergeladen worden ist, wurde es als eigenständiges Spiel für Android im April, für iOS im Mai und im Juni exklusiv im Epic Games Store für den PC veröffentlicht.
Die Valve sah den Erfolg des Mods und wollte zusammen mit Drodo Studios eine eigene Version für Steam veröffentlichen. Allerdings wollten beide getrennte Wege gehen, sich aber dennoch unterstützten. So veröffentlichte Steam am 20. Juni 2019 Dota Underlords für Android, iOS, MacOS, Windows und Linux im Early Access und erreichte nach bereits wenigen Tage große mediale Aufmerksamkeit und hohe Spielerzahlen. Im Unterschied zum Vorgänger bietet es mehr Möglichkeiten bei der Planung und Verwaltung von Items.
Am 26. Juni 2019 wurde der Auto-Battler-Modus Teamfight Tactics in League of Legends gestartet. Im Gegensatz zu den Vorgängern wird auf sechseckigen und nicht auf quadratischen Feldern gespielt, und der Spielverlauf ist von allgemein höherem Tempo geprägt. Die Veröffentlichung von Teamfight Tactics trug unter anderem dazu bei, dass die Spielerzahlen von Dota Underlords sich halbiert haben.
Im mobilen Spielemarkt veröffentlichte auch der chinesische Publisher Tencent Chess Rush als Auto-Battler. Das futuristische Arena of Evolution von HERO Game versucht hingegen mehr Wert auf Science-Fiction als auf Fantasy zu legen. Einige Vertreter bieten mittlerweile auch unterschiedliche Spielmodi oder einen Koop-Modus an.

## Rezeption und Gründe für die Popularität
Die Süddeutsche Zeitung vergleicht den Auto-Battler-Hype mit dem Battle-Royale-Hype. Ebenfalls wird es auch mit Sammelkartenspielen wie Hearthstone: Heroes of Warcraft, Yu-Gi-Oh! und Magic: The Gathering verglichen, nur dass auf einem Spielfeld gespielt wird. Dieser Hype wird auch durch die beliebte Verbreitung auf Streaming-Media-Diensten wie Twitch und YouTube verstärkt und so zählen die Spiele bereits zu den häufig gestreamten Spielen auf den Plattformen.
Durch den Zufall im Spiel wird ein gewisses Suchtpotenzial (vgl. Glücksspiel und Pathologisches Spielen) gefördert, während der strategische Aspekt zur Verbesserung der Taktik und des Decks führt. Da viele Spieler Schach und MOBAs mögen, wird eine Mischung als reizvoll angesehen. Dennoch werden sowohl aus dem Bereich Schach (z. B. das Set aus den festen Bewegungsmustern der festgelegten Spielfiguren) als auch dem Bereich MOBA (z. B. das Echtzeit-Strategiespiel-System mit weitläufiger Karte) meist die wichtigsten Aspekte ignoriert, die diese Genres ausmachen, so dass auf beiden Seiten die eigentlich wichtigen Elemente fehlen. Das Genre nimmt auch für den E-Sport eine immer wichtigere Bedeutung ein.
Bei einer GameStar-Umfrage liegt die Beliebtheit von Dota Underlords mit 47 % vor Team Fight Tactics (34,61 %) und Dota Auto Chess (18,31 %).